# Sébastien Grall
Sébastien Grall (* 20. März 1954 in Paris; † 11. Juli 2013 ebenda) war ein französischer Regisseur und Drehbuchautor, der zwischen den Jahren 1982 und 2013 in Frankreich bei rund 20 Filmen, überwiegend für das Fernsehen produziert, Regie führte. Darunter für Filme wie Ein Vater kommt selten allein oder Les Milles – Gefangen im Lager.

## Leben und Karriere
Sébastien Grall begann seine Filmkarriere 1977 als Assistent für den Regisseur Yves Boisset bei dessen Kinoproduktion Der Richter, den sie Sheriff nannten mit Patrick Dewaere in der Hauptrolle. Ende der 1970er Jahre folgten zwei weitere Arbeiten als Regieassistent für die Regisseure Laurent Heynemann und Pierre Barouh.
1982 führte Grall bei dem Kurzfilm La nuit du lac Regie, bevor er 1986 mit La femme secrète seinen ersten eigenen Kinofilm inszenierte. 1989 drehte er die Komödie Ein Vater kommt selten allein mit Eddy Mitchell, Guy Marchand und Véronique Genest in den Hauptrollen. 1995 entstand nach seinem Drehbuch das Kriegsdrama Les Milles – Gefangen im Lager in der Besetzung Jean-Pierre Marielle, Ticky Holgado, Rüdiger Vogler und Kristin Scott Thomas über das Internierungslager Les Milles in Frankreich.
In den 2000er Jahren realisierte Grall verschiedene in Frankreich mit Preisen ausgezeichnete Fernsehfilme und Fernsehminiserien, bevor er 2012 mit dem Film Hitch auf die Leinwand zurückkehrte. Bereits ein Jahr zuvor 2011, hatte er auf der Bühne mit dem Stück Hitch von Alain Riou am Lucernaire Theatre sein Regiedebüt gegeben.
Grall starb am 11. Juli 2013 nach längerer Krankheit im Alter von 59 Jahren. Seine Tochter ist die französische Schauspielerin Déborah Grall, Enkelin des verstorbenen Schauspielers Philippe Noiret.

## Auszeichnungen
- 2002: Preis für die Beste Regie für Un petit Parisien beim Festival de la fiction TV de Saint-Tropez
- 2013: Preis für die Beste Regie für Surveillance beim Festival de Luchon

## Filmografie

### Als Regisseur

#### Kino
- 1986: La femme secrète
- 1989: Ein Vater kommt selten allein (Un père et passe)
- 1995: Les milles – Gefangen im Lager (Les Milles)
- 2012: Hitch

#### Fernsehen
- 1994: 3000 scénarios contre un virus (Fernsehserie, eine Episode)
- 1995: Van Loc: un grand flic de Marseille (Fernsehserie, eine Episode)
- 1997: Un petit grain de folie (Fernsehfilm)
- 1998: Mirage noir (Fernsehfilm)
- 1999: La façon de le dire (Fernsehfilm)
- 2000–2001: Madame le proviseur (Fernsehserie, vier Episoden)
- 2002: Un petit Parisien (Fernsehfilm)
- 2003: Les enfants du miracle (Fernsehfilm)
- 2003: Un été de canicule (Fernsehminiserie)
- 2005: La vie à mains nues (Fernsehfilm)
- 2005: L'homme pressé (Fernsehfilm)
- 2005: 3 femmes... un soir d'été (Fernsehminiserie)
- 2009: La blonde au bois dormant (Fernsehfilm)
- 2009: Clara, une passion française (Fernsehfilm)
- 2012: Autopsie d'un mariage blanc avec (Fernsehfilm)
- 2012: Surveillance (Fernsehfilm)
- 2013: Flic de supermarché (Fernsehfilm)

#### Kurzfilm
- 1982: La nuit du lac

### Als Drehbuchautor
- 1982: La nuit du lac (Kurzfilm)
- 1986: La femme secrète
- 1989: Ein Vater kommt selten allein (Un père et passe)
- 1995: Les milles – Gefangen im Lager (Les Milles)
- 2002: Un petit Parisien (Fernsehfilm)
- 2009: Clara, une passion française (Fernsehfilm)
- 2013: Flic de supermarché (Fernsehfilm)